# NGC 643A
NGC 643A est un amas ouvert situé en périphérie du Petit Nuage de Magellan dans la constellation de l'Hydre mâle. L'amas ouvert ESO 29-SC44 ainsi que les galaxies PGC 6117 et PGC 6256 sont situés dans la même région que NGC 643. En raison de cette proximité, on les désigne aussi respectivement comme NGC 643A, NGC 643B et NGC 643C. 